# 亚美尼亚历法
亚美尼亚历法是亚美尼亚使用的传统历法，来自于古埃及的历法系统，是一种阳历，将一年分为12个月，每月30天，最后再加5天，不属于任何一个月，因此每年有365天，但不设置闰年，所以和公历逐渐产生差异，在9世纪时，亚美尼亚历的第一个月是在春季开始时，但到现在已经逐渐推移，2020年是亚美尼亚历的1470年，第一个月是从公历7月26日开始的。
亚美尼亚历的年是用亚美尼亚文编号表示，如2006年为亚美尼亚历的1455年，表示为ԹՎ ՌՆԾԵ，其中ԹՎ（t’vin）的意思就是「年」，ՌՆԾԵ为1455。
亚美尼亚历的月的名称，受琐罗亚斯德教的影响，各月名称如下：
1. նաւասարդ Nawasardi（源自阿维斯陀语*nava sarəδa，意思为“新年”）
2. հոռի hoṙi（源自格鲁吉亚语 ორი (ori)，意思为“二”）
3.սահմի Sahmi（源自格鲁吉亚语 სამი (sami)，意思为“三”）
4.տրէ Trē（源自琐罗亚斯德教的神名，Tïr（Tištrya）“蒂尔”）
5.քաղոց K’ałoch（源于古亚美尼亚语 քաղեմ (kʿałem) 意思为“采集月”）
6.արաց Arach` （源于古亚美尼亚语արաց，“收获时节”）
7.մեհեկան Mehekani（源自琐罗亚斯德教的神名，全意“米特罗的节日”）
8.արեգ Areg（意思为“太阳月”词源为古亚美尼亚语արեւ（arew） （页面存档备份，存于）)）
9.ահեկան Ahekani（源自琐罗亚斯德教的神名，Ātarō或 *āhrakān-阿塔罗 ）
10.մարերի Mareri（意思为“年中”来自阿维思陀语maiδyaīrya）
11.մարգաց margacʿ（源自琐罗亚斯德教的神名，“沃胡曼”）
12.հրոտից hroticʿ（意思为“加闰日的月”）
亚美尼亚历中每月各天也有自己的名称，如下：
1. Areg（太阳），2. Hrand，3. Aram，4. Margar（先知），5. Ahrank’（正燃烧），6. Mazdeł，7. Astłik（金星），8. Mihr（琐罗亚斯德教的神名，“米斯拉”），9. Jopaber, 10. Murç（胜利），11. Erezhan（隐士），12. Ani（天神），13. Parxar, 14. Vanat,  15. Aramazd（琐罗亚斯德教的神名，“马自达”），16. Mani（开始），17. Asak（无始），18. Masis（亚拉拉特山），19. Anahit（水神），20. Aragac，21. Gorgor，22. Kordi（古代亚美尼亚地区），23. Cmak（东风），24. Lusnak（半月），25. C̣rōn（偏移），26.Npat（河神），27. Vahagn（大力神），28. Sēin（山），29. Varag，30. Gišeravar（黄昏星）。增加的5天名称为aveleacʿ